# Кобургская крепость
Кобургская крепость (нем. Veste Coburg) — средневековая крепость около немецкого города Кобург. Это одна из крупнейших и наилучшим образом сохранившихся крепостей средневековой Германии. Благодаря этому её называют «короной Франконии».

## История

Впервые крепость упоминается в 1056 году. В 1060 году здесь была построена часовня св. Петра и Павла. За свою историю крепость выдержала немало осад, в 1325 году её пытался захватить епископ Вюрцбурга.
В 1353 году власть в Кобурге переходит от Хеннебергов к Фридриху Мейсенскому из рода Веттинов, которые правили Саксонией и Тюрингией. В 1451 году герцог Вильгельм Саксонский Храбрый потребовал у владельца крепости выплатить ему долг (42 тыс. гульденов) и осадил замок. После длительной осады он добился своего.
С конца XV века, после того как династия Веттинов разделилась на несколько ветвей, крепость стала резиденций герцогов Кобургских (и оставалась ею вплоть до революции 1918 года). В 1547 г. герцог Иоганн Эрнст перевёл свой двор в новый дворец Эренбург, удобно расположенный в центре Кобурга.
С апреля по октябрь 1530 года в крепости по приглашению курфюрста Иоганна Твёрдого Саксонского жил Мартин Лютер, которого отлучили от церкви, а император объявил вне закона. Во время пребывания в крепости Мартин Лютер написал своим приверженцам более 120 писем, редактировал знаменитое «Аугсбургское исповедание» Филиппа Меланхтона и работал над переводом Библии на немецкий язык, который завершил в 1534 году.
Во время Тридцатилетней войны в 1632 году Кобург не покорился имперскому генералиссимусу Альбрехту фон Валленштейну и в крепости нашли убежище около 800 защитников, которые успешно оборонялись от 40-тысячной армии. Однако в 1635 году с помощью хитрости и интриг имперские войска захватили крепость.
После появления более мощной артиллерии крепость утратила своё военное значение, её пушки в 1802 году переплавили, а саму крепость стали использовать в качестве тюрьмы. В 1838 г. Эрнст I затеял перестройку крепости в духе романтизма (неоготика), которая затянулась до 1860 года. Именно тогда на месте романской часовни была построена часовня Лютера (нем. Lutherkapelle). В начале XX века было решено снести эти новейшие привнесения, и вернуть крепости более суровый средневековый облик. Этими работами руководил архитектор Бодо Эбхардт.
В 1919 году крепость перешла в собственность государства. Сокровища кобургских князей, в том числе коллекция живописи, монет и оружия, были переданы Кобургскому земельному фонду.
В последний раз крепость подверглась атаке в апреле 1945 года, когда её западная часть подверглась артиллерийскому обстрелу американских войск.

## Архитектура

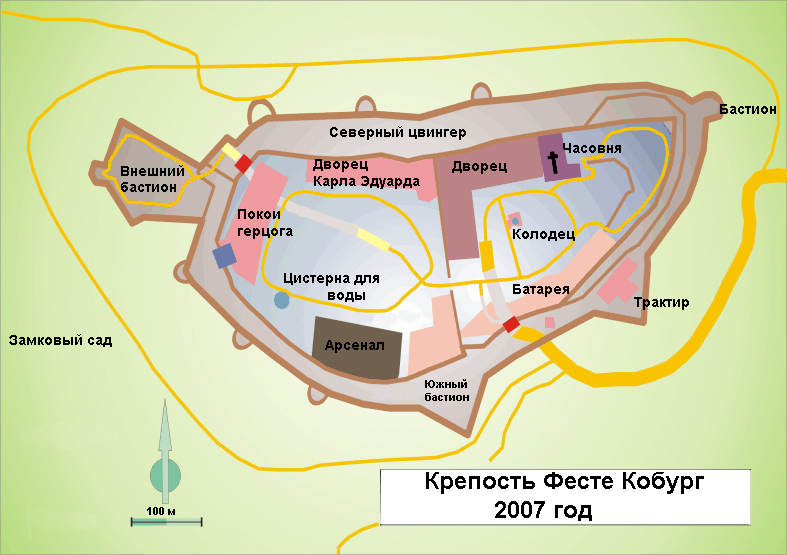
План крепости, 2007 год

Крепость расположена на холме высотой 464 м. Она является вторым по величине после замка Бургхаузен крепостным укреплением в Германии, имеющим размеры 135×260 м и общую площадь около 25 тыс. м². Крепость окружена глубоким рвом, имеет мощные стены, высокие башни и покрытые красной черепицей крыши.
В самой старой сохранившейся части крепости, двух смежных комнатах дворца, находятся Покои с каминами. Это бывшие кабинет и спальня, в которых жил Мартин Лютер. Комната имеет такое название, из-за наличия каминов, потому что в то время отапливалось не всё здание. В кабинете висит самый известный портрет Мартина Лютера кисти Лукаса Кранаха Старшего. В спальне находятся картины, бытовые предметы и различные вещи, связанные с Реформацией. На двух полотнах написаны портреты лидеров Протестантской лиги Фридриха III Мудрого и Иоганна Саксонского.
Рядом с Покоями с камином расположен дворец Карла Эдуарда (нем. Carl-Eduard-Bau). Раньше здесь находился построенный в XVI веке Красный особняк, от которого сохранился только 40-метровый двухэтажный подвал. Современный дворец был построен в 1920 году, в его залах находится выставка, насчитывающая около четырёх тысяч изделий из стекла, фарфора и фаянса, а также около 400 тыс. рисунков и гравюр.
В Покоях герцога (нем. Herzogin-bau) раньше располагалась спальня феодала и несколько приёмных залов. В наше время здесь находится крупнейшая в Европе коллекция рыцарского вооружения и огнестрельного оружия и выставка карет и саней (около 10 тыс. экспонатов).

## Современность

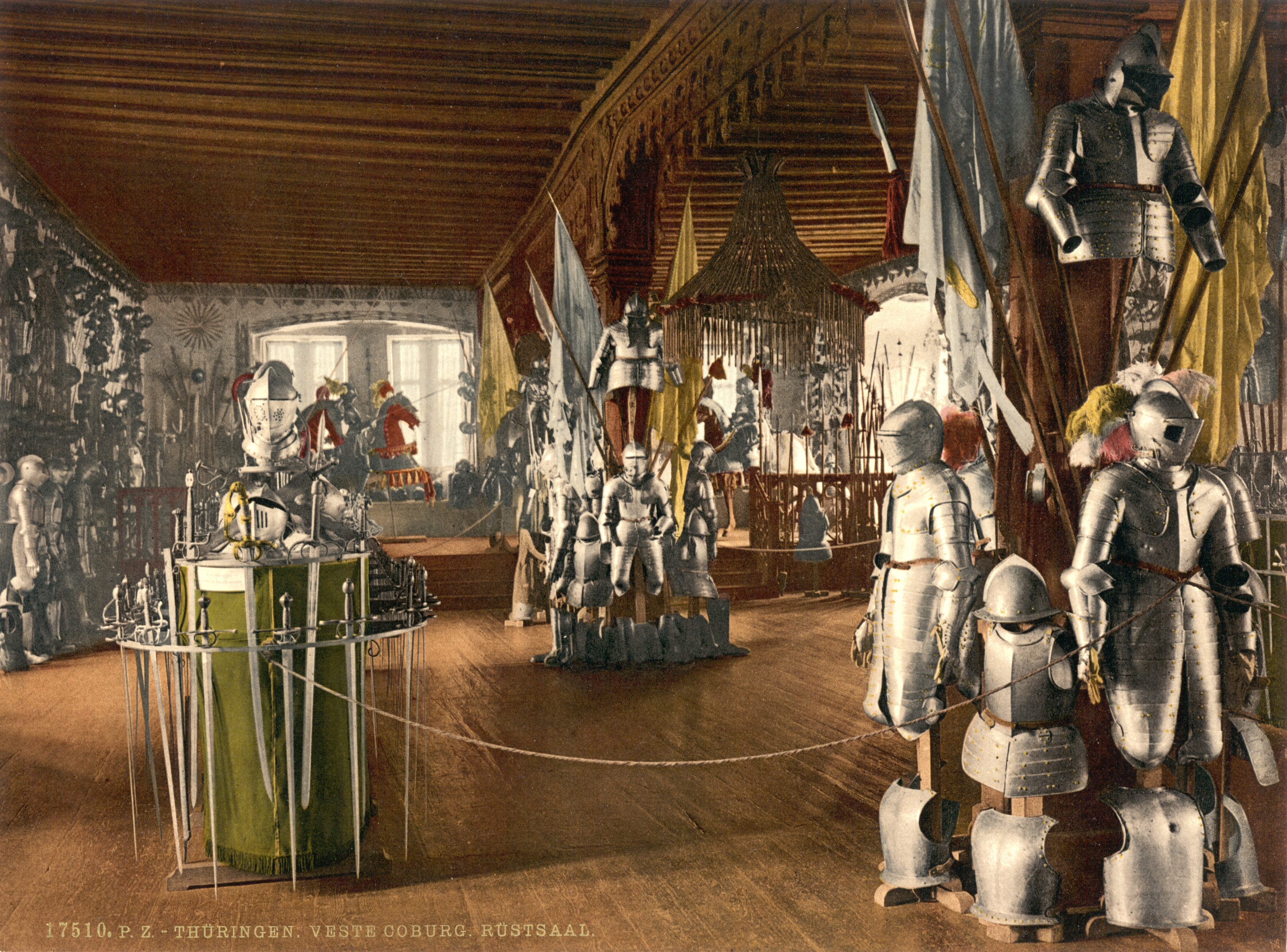
Коллекция оружия и доспехов

Крепость находится на одном из самых популярных туристических маршрутов Центральной Европы — «Дороге замков», которая пролегает от Мангейма до Праги и включает такие туристические центры как Гейдельберг, Ротенбург, Нюрнберг, Карловы Вары и Марианске-Лазне.
В крепости действует музей, в котором представлена богатая коллекция живописи, изделий из стекла, оружия и орудий пыток. Наибольший интерес представляют коллекции:
- Живописи и скульптуры (с полотнами Кранаха, который часто бывал в крепости в начале XVI века, и скульптурой Рименшнейдера).
- Графики: примерно 330 000 листов с акварелью, рисунками и гравюрами (начиная с конца XV века), в том числе работы Шонгауэра, Дюрера, Кранаха и Альтдорфера.
- Изделия из стекла (около 2700 экспонатов): одно из самых больших собраний изделий из венецианского стекла за пределами Венеции. Представлены также изделия из хрусталя эпохи барокко и рококо, рюмки XIX века, эпохи модерна и ар-деко.
- Монет: около 20 000 экземпляров.
- Оружия

В Каретном зале можно увидеть около двух десятков старинных карет и около сорока саней различных конструкций. Это единственная в своём роде коллекция в Европе, где все экспонаты и сегодня на ходу.